# Донн, Джон
Джон Донн (англ. John Donne [dʌn]; род. между 24 января и 19 июня 1572 года, возможно 12 февраля 1572 года, Лондон — ум. 31 марта 1631 года, там же) — английский поэт и проповедник, настоятель лондонского собора Святого Павла, крупнейший представитель литературы английского барокко («метафизическая школа»). Автор ряда любовных стихов, элегий, сонетов, эпиграмм, а также религиозных проповедей.

## Биография

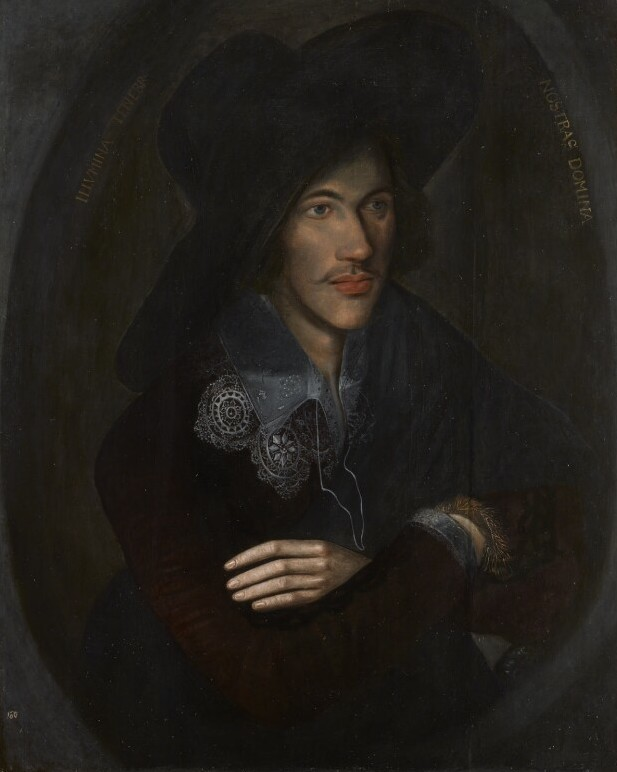
Донн в молодости (1595). Неизвестный художник. Национальная портретная галерея

Джон Донн родился 21 января или между 24 января и 19 июня 1572 года в Лондоне в католической семье. Его отец, Джон Донн, был старостой цеха лондонских торговцев скобяными товарами. Мать, Элизабет Хейвуд, также происходила из католической семьи, была дочерью драматурга Джона Хейвуда и внучатой племянницей Томаса Мора. Члены семьи из-за принадлежности к католической церкви не раз подвергались преследованиям со стороны властей. Отец умер, когда сыну было три года. Мать Донна через несколько месяцев вышла замуж за богатого вдовца Джона Симинджеса.  Донн воспитывался в духе католицизма. Учился в Оксфордском и Кембриджском университетах, но ни там, ни там не получил диплома: действовали ограничения, введённые для католиков. Продолжил обучение в школе барристеров Линкольнс-Инн. Здесь же учился и брат Донна Генри до своего ареста в 1593 году за предоставление убежища католическому священнику Генри Харрингтону.
По окончании обучения Донн вёл рассеянный образ жизни, истратив большую часть своего наследства. В 1596—1597 годах совершил путешествие на европейский континент, участвовал в военных походах Уолтера Рэли и графа Эссекса в Кадис и на Азорские острова. Его первый биограф Исаак Уолтон писал в 1640 году, что Донн не вернулся сразу в Англию, а несколько лет прожил в Италии и Испании, знакомясь с законами и обычаями и изучая языки этих стран.
По возвращении Донн устроился на работу секретарём у влиятельного придворного, хранителя королевской печати, сэра Томаса Эджертона. Влюбившись в племянницу патрона, Анну Мор, втайне женился на ней (1601). Когда Эджертон узнал об этом, он выгнал Донна и добился его заключения во Флитскую тюрьму.

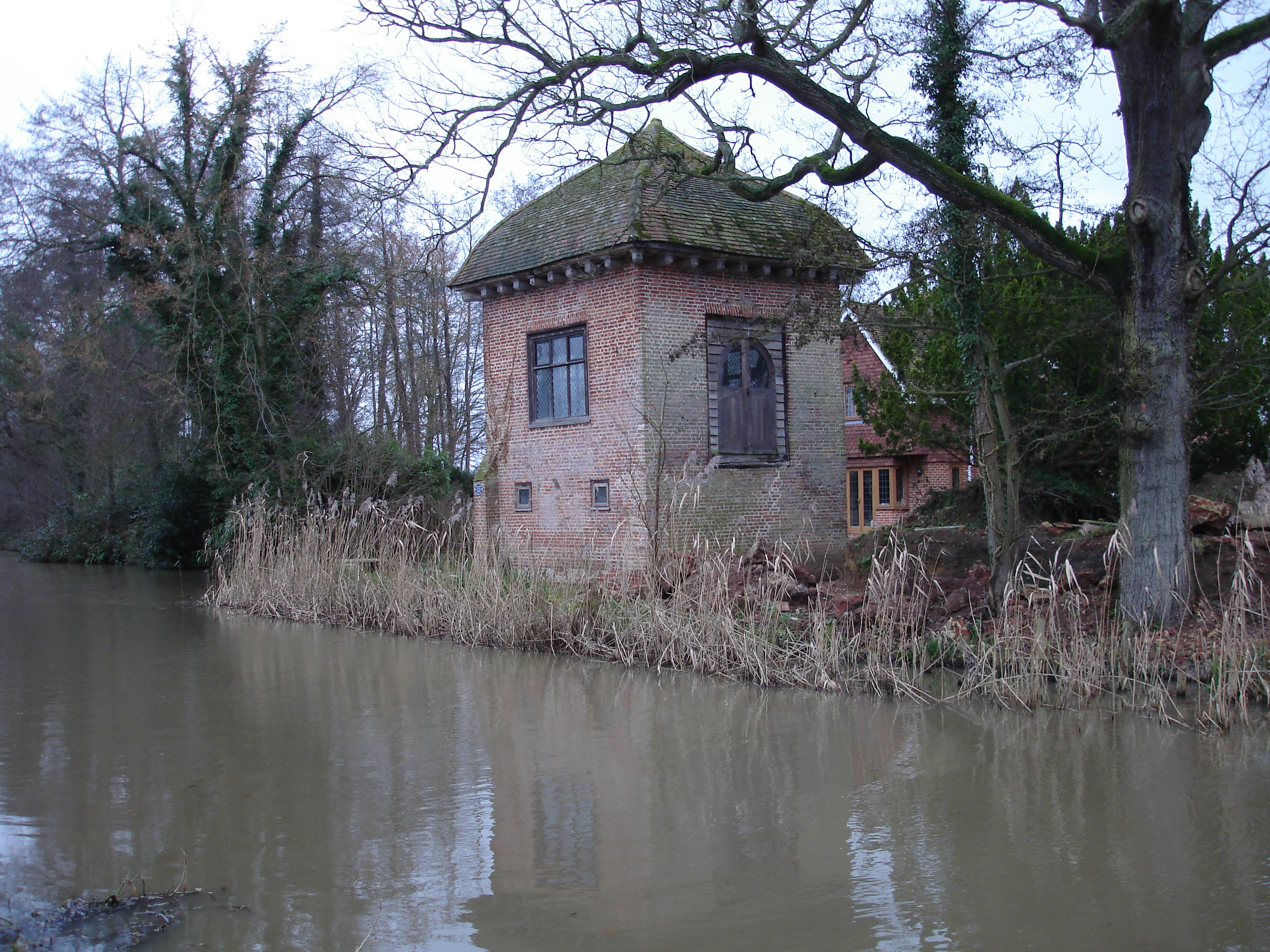
Дом Донна в Перфорде

Освободившись из тюрьмы, Донн вместе с Анной поселяется в имении её родственников Перфорд в графстве Суррей. Лишь в 1609 году отец Анны признал его своим зятем. Донн зарабатывал на жизнь адвокатурой и был помощником епископа Томаса Мортона. Занимается богословием, внимательно изучает доктрины католической и англиканской церквей. В это же время поэт включается в полемику с католиками на стороне протестантов, написав памфлеты «Псевдомученик» (1610) и Ignatius his Conclave («Игнатий и его конклав», 1611), направленный против ордена иезуитов. На полемический дар Донна обращает внимание Яков I. Уверенный в том, что Донну суждено стать прекрасным проповедником, король всячески отклонял просьбы покровителей поэта о предоставлении ему светской должности. 

В 1611 году Донн создаёт «Анатомию мира», в 1612 году — «Развитие души».
Дважды (в 1601 и 1614) Донн становится депутатом парламента. Его семья быстро растёт — в течение ряда лет у Анны практически ежегодно рождается по ребёнку. Донн испытывал серьёзные материальные трудности. Причины перехода Донна в англиканскую веру неизвестны, вероятно это было следствием пережитого им духовного кризиса. Смерть детей (дочери и сына) ускорила принятие Донном важного для него решения. В сонете XVII из цикла «Благочестивые сонеты», посвящённом памяти жены, комментаторы видят доказательства, что именно Анна помогла Донну обрести душевное равновесие после разрыва с католической церковью.
В январе 1615 года рукоположён в сан диакона, затем — священника. Регулярно читал проповеди в Линкольнз Инн, трёх церквях своего прихода и по особым случаям в домах друзей.
В августе 1617 года Анна родила мёртвого ребёнка и умерла через пять дней после родов.
В 1618 году Донн получает степень доктора богословия Кембриджского университета. Сопровождал виконта Донкастера, направленного с дипломатической миссией в Германию (1619). Вернулся в Англию в 1620 году.

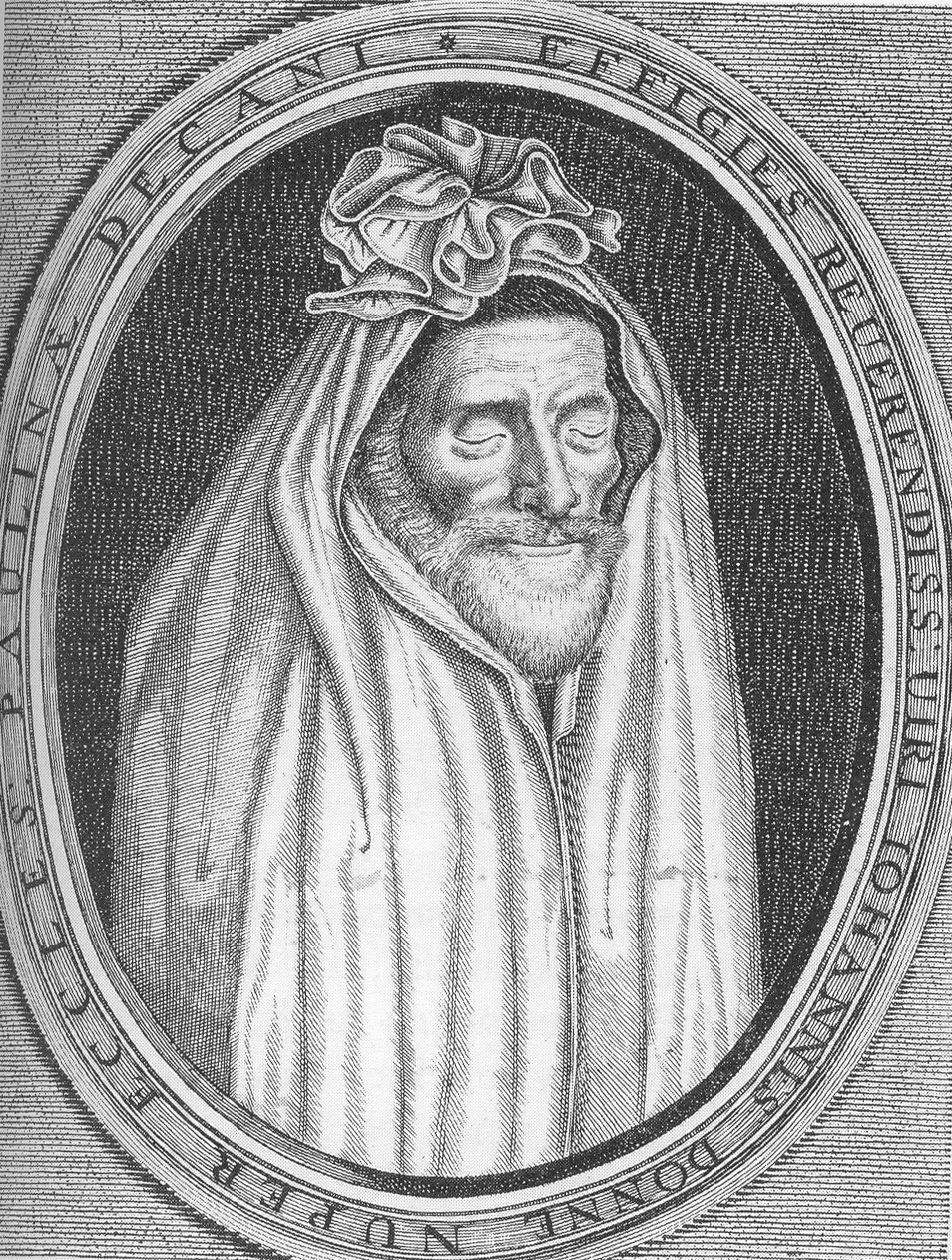
Гравюра с изображением верхней части надгробия, представляющая Донна в саване

В ноябре 1621 года Донн становится настоятелем Собора Святого Павла в Лондоне. Имел репутацию красноречивого проповедника, обладающего даром убеждения. Сохранилось 160 его проповедей, в том числе и самая знаменитая — Death’s Duel, произнесённая им в Уайтхолле перед королём Карлом I 25 февраля 1631 года за несколько недель до собственной смерти. В этой проповеди Донн развивал мысль о том, что Христос «покончил с собой чудесным и сознательным излучением души» на кресте. Исаак Уолтон писал о впечатлении, произведённом проповедью Донна на слушателей: 
Многие тогда, видя его слёзы и слыша его слабый голос, признали, что текст был выбран пророчески, и что доктор Донн прочёл проповедь на собственное погребение.
Донн скончался 31 марта 1631 года. Непосредственно перед смертью велел создать собственный портрет в са́ване. Скульптурный вариант этого портрета установлен над могилой Донна в Соборе Святого Павла. Согласно своей последней воле, Донн изображён в смертном саване, стоящим на невысокой, узкой урне, как бы оберегая заключённый в ней прах. Во время Великого пожара 1666 года все памятники в соборе св. Павла погибли, от них остались лишь изуродованные, почерневшие обломки. Только один-единственный памятник был найден невредимым среди ужасных руин — статуя Джона Донна на хрупкой урне. И сегодня, столетия спустя, поэт-священник стоит на своём месте в усыпальнице собора, продолжая оберегать вечный покой доверившихся его попечению душ.
Его произведения не издавались при жизни и распространялись только в рукописях, сам Донн не хотел их публиковать. Первая книга вышла лишь в 1633 году.
В честь Джона Донна назван кратер на Меркурии.

## Произведения

### Поэзия
Для лирики Донна характерны изощрённость, усложнённый синтаксис, образность, игра на контрастах, многозначность. Его стихи адресованы подготовленному читателю, способному совершить определённое интеллектуальное усилие для их понимания. Он не первый в поэзии использовал кончетто, но сделал его важным приёмом своей лирики, — неожиданная ассоциация приходила на помощь автору в выражении движения мысли. 

Первыми произведениями Донна стали сатирические стихи на современное английское общество. Сатира I датируется 1593 годом. Пять сатир имели хождение в рукописных списках под наименованием «Книга сатир Донна». Донн отверг елизаветинскую традицию высокого поэтического слога; намеренно снижая стиль, он сближает свои произведения с сатирой Ренессанса. Стихотворные произведения созданы в новаторской для поэзии того периода форме драматического монолога. 

С точки зрения изучения эволюции убеждений Донна интересна Сатира III (1593 или 94), посвящённая вопросам религии. Лирический герой сатиры не находит истины ни в одной из земных церквей. По мнению биографов, уже в 90-е годы Донн сомневался в положениях католической доктрины. 

Любовные элегии Донна во многом полемизируют с произведениями современных ему поэтов-петраркистов, находившихся в плену отработанных шаблонов. Пародируя, Донн в то же время переосмысливает традиции Петрарки, создавая свой собственный вариант петраркизма. 

По обычаю того времени Донн много писал на заказ для своих друзей и покровителей. Таковы две поэмы «Первая годовщина» или «Анатомия мира» (An Anatomy of the World, 1611) и «Вторая годовщина» (1612), посвящённые памяти Элизабет, дочери Роберта Друри. Произведения «на случай» стали серьёзным размышлением о распаде мира, разрушенной гармонии, потери связи между человеком (микрокосмом) и вселенной (макрокосмом), противопоставлении земного и небесного, воплощённого в идеализированном образе умершей девушки. 

Одной из вершин творчества Донна считаются циклы сонетов La Corona (ок. 1607—1609) и «Благочестивые размышления» (иначе «Благочестивые сонеты»). Итальянское название первого цикла указывает на связь с распространённым в эпоху Ренессанса «венком сонетов». Наименование цикла, возможно, также библейская реминисценция: тленный «венок гордости» противопоставляется «венцу праведных». Каждый из семи сонетов La Corona посвящён одному из событий евангельской истории. 

«Благочестивые сонеты» — 19 сонетов, 16 из которых написаны в 1609—1611 гг., последние 3 — после 1617 г. Тема этого цикла — осознание человеком неизбежности смерти, преодоление страха смерти и обретение им бессмертия. 

Страстный драматизм поэтических произведений Донна в более поздние годы уступил спокойной уравновешенности. В последние годы жизни, поглощённый проповеднической деятельностью, Донн почти оставляет поэзию.
- Poems on Several Occasions (1719)
- Love Poems (1905)
- John Donne: Divine Poems, Sermons, Devotions and Prayers (1990)
- The Complete English Poems (1991)
- John Donne’s Poetry (1991)
- John Donne: The Major Works (2000)
- The Complete Poetry and Selected Prose of John Donne (2001)

### Проза
Несмотря на то, что Донн известен прежде всего как поэт, большую часть его литературного наследия составляют проповеди. Обыкновенно Донн не писал к выступлению полный текст проповеди, а пользовался лишь конспектом. Окончательный письменный вариант появлялся позднее. Во время последней болезни, за три дня до смерти, Донн передал своему другу Генри Кингу тексты проповедей, завершённые по настоянию последнего. Впервые они были опубликованы сыном Донна Джоном Донном-младшим.
- Devotions upon Emergent Occasions and Death’s Duel (1624)
- Six Sermons (1634)
- Fifty Sermons (1649)
- Paradoxes, Problemes, Essayes, Characters (1652)
- Essayes in Divinity (1651)
- Sermons Never Before Published (1661)
- John Donne’s 1622 Gunpowder Plot Sermon (1996)

### На русском языке
- Стихотворения. — Л.: Худлит, 1973.
- Сонеты // Западноевропейский сонет XIII—XVII веков. — Л.: ЛГУ, 1988.
- Избранное. — М.: Московский рабочий, 1994.
- Песни и песенки. Элегии. Сатиры. — СПб.: Symposium, 2000.
- Литания. — М.: Летний сад, 2002.
- По ком звонит колокол. — М.: Aenigma, 2004.
- Алхимия любви. — М.: Молодая гвардия, 2005.
- Стихотворения и поэмы. — М.: Наука, 2009. — (Литературные памятники). — ISBN 978-5-02-036227-7.
- Стихотворения. Священные сонеты. Литания. — М.: Спорт и Культура-2000, 2009. — ISBN 978-5-901682-75-3.

## Память
Цитата из «Обращений к господу в бедственный и смертный час» (англ. Devotions upon Emergent Occasions and Death’s Duel), написанных Донном в 1623 году после перенесённой лихорадки, была использована Эрнестом Хэмингуэем в качестве эпиграфа к роману «По ком звонит колокол» (1940):

Нет человека, который был бы как Остров, сам по себе, каждый человек есть часть Материка, часть Суши; и если волной снесет в море береговой Утес, меньше станет Европа, и так же, если смоет край мыса или разрушит Замок твой или друга твоего; смерть каждого Человека умаляет и меня, ибо я един со всем Человечеством, а потому не спрашивай, по ком звонит колокол: он звонит по Тебе.
Эта цитата послужила источником и для названия военного фильма Ричарда Голдстоуна «Ни один человек не остров» (1962), посвящённого подвигу американского моряка Джорджа Рэя Твида, в одиночку сражавшегося в годы Второй мировой войны с японцами на острове Гуам.